# Рубинштейн, Сергей Леонидович

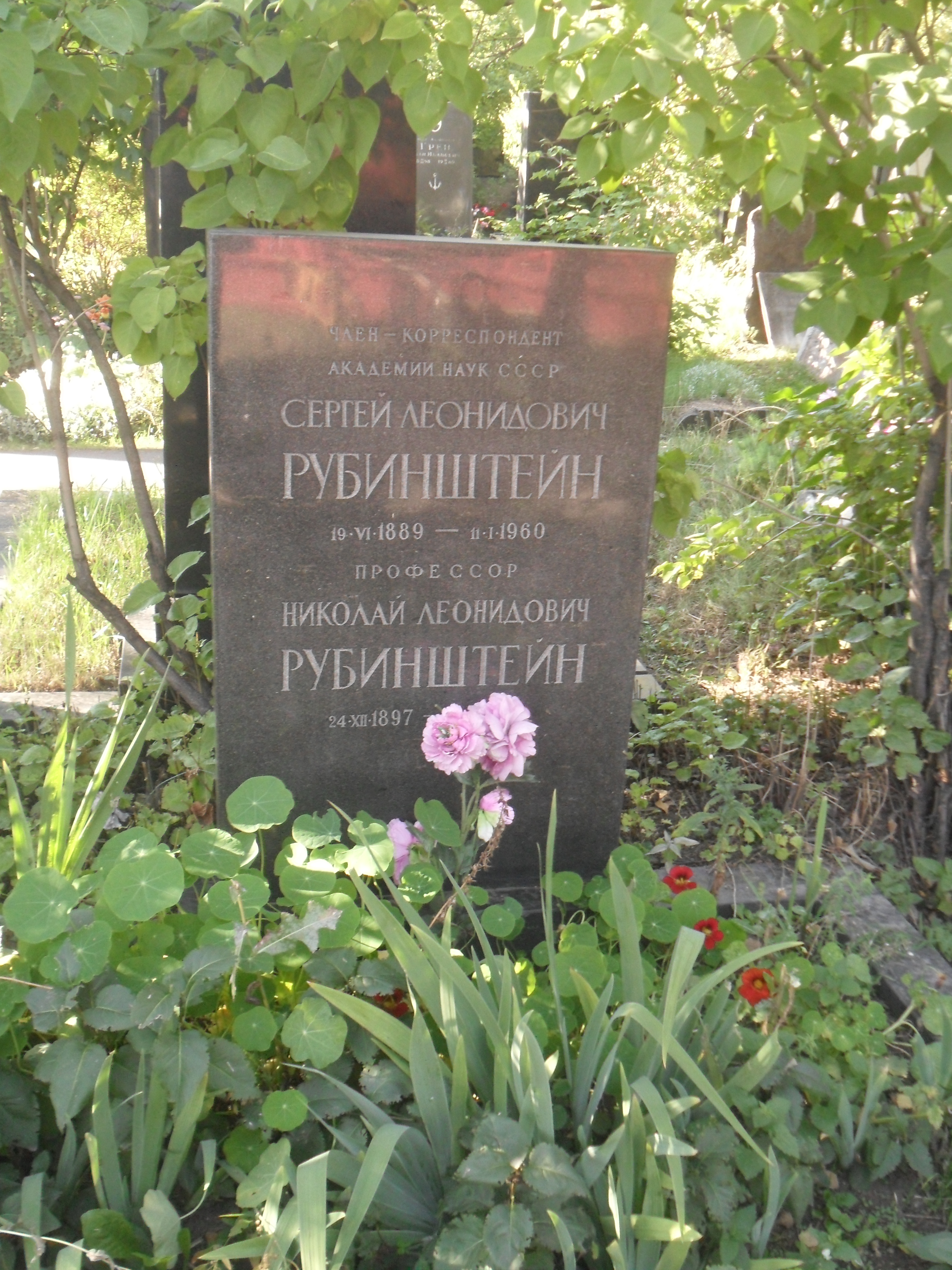
Могила Рубинштейна на Новодевичьем кладбище Москвы

Серге́й Леони́дович Рубинште́йн (6 [19] июня 1889, Одесса, Херсонская губерния, Российская империя — 11 января 1960, Москва, СССР) — советский психолог и философ, член-корреспондент Академии наук СССР (1943, Отделение истории и философии), действительный член АПН РСФСР (1945).
Автор фундаментальных учебников для университетов «Основы психологии» (1935) и «Основы общей психологии» (1940, 1946). Первый советский психолог — лауреат Сталинской премии (1942). Основатель кафедры и отделения психологии при философском факультете МГУ (1943), а также первой в стране организации психологов, созданной под эгидой АН СССР — Сектора психологии Института философии АН СССР (1943). В конце 1940-х годов в ходе антикосмополитической кампании в Советском Союзе подвергся критике и был снят с ряда административных постов. Вошёл в первый состав редакционной коллегии журнала «Вопросы психологии». В 1959 году был номинирован на Ленинскую премию, но награждён не был: скончался в январе 1960 года.

## Биография

### Досоветский период
Родился в Одессе 6 июня 1889 года (по старому стилю) в еврейской семье видного адвоката Леонида Осиповича Рубинштейна; старший брат историка Николая Рубинштейна (1894—1963). В 1908 году окончил с золотой медалью Ришельевскую гимназию, после чего поехал получать университетское образование в Германию. Сначала он поступил во Фрайбургский университет, но через два семестра перевёлся на факультет философии Марбургского университета, который окончил в 1914 году, и сразу защитил докторскую диссертацию на тему «К проблеме метода». Его учителями были такие знаменитые философы, как Г. Коген и П. Наторп. В 1914 году началась Первая мировая война, и Рубинштейн вернулся в Одессу. В 1917 году он начал преподавать в одесских гимназиях.

### «Допсихологический» период: Одесса, 1920-е годы
Благодаря отзыву Н. Н. Ланге, в апреле 1919 года Сергей Леонидович был избран приват-доцентом кафедры философии Новороссийского университета (который в это время переименовывают в Одесский институт народного образования). После смерти Ланге, в 1921 году, Рубинштейн был избран на вакантную должность профессором кафедры психологии. C 1922 года Рубинштейн занимает должность директора Одесской научной библиотеки. Он принимает деятельное участие в развитии библиотечного дела в России. С середины 1928 года — внештатный профессор ИНО. Этот период был успешным для его научной деятельности, став «периодом его становления как психолога».

### Первый «психологический» период: Ленинград, 1930—1942 годы
В 1930 году переехал в Ленинград и, по приглашению Басова М. Я., возглавил вспомогательную кафедру психологии отделения педологии ЛГПИ им. Герцена. В разные годы преподавал также в ЛИФЛИ, в ЛГУ читал курс психологии на кафедре физиологии труда. В 1937 утвержден ВАК в учёной степени доктора педагогических наук (без защиты диссертации) и в учёном звании профессора. Возглавлял секцию педагогической психологии в Государственном институте научной педагогики. В 1939 году коллективом сотрудников ЛГПИ был выдвинут депутатом Ленсовета. До октября 1942 г. работал в ЛГПИ. Во время блокады Ленинграда оставался в городе до марта 1942 г., когда Ленинградский педагогический институт был частично эвакуирован в разные города страны: с марта по октябрь 1942 г. живёт и работает в Кисловодске. В 1942 году за работу «Основы общей психологии» (1940) был удостоен Сталинской премии второй степени в категории Философские науки (премия за 1941 год, присуждена постановлением СНК СССР от 10 апреля 1942 года).

### Второй «психологический» период: Москва, 1940—1950-е годы
Директор Института психологии (с 1 октября 1942 по 1945 год), профессор кафедры психологии МГУ (с 13 октября 1942 года). Oрганизатор и первый заведующий кафедрой психологии (1942), а затем отделения психологии (1943) на философском факультете МГУ им. М. В. Ломоносова и отделения языка, логики и психологии на филологическом факультете. Член-корреспондент Академии наук СССР (избран 29 сентября 1943 года по Отделению истории и философии). Oрганизатор и руководитель сектора психологии в Институте философии АН СССР (с 1945). В 1949 году в ходе кампании по борьбе с космополитизмом освобожден от руководящих должностей заведующего кафедрой психологии МГУ (приказом по МГУ № 159 от 27 апреля 1949 г.) и заведующего сектором психологии Института философии АН СССР, но при этом был оставлен в штате обеих этих организаций. Брат учёного, историк Н. Л. Рубинштейн, в это время также подвергался «проработкам».
С конца 1953 года участвовал в организации первого послевоенного профильного издания психологов в стране, журнала «Вопросы психологии». В 1956 г. он вновь возглавил воссозданный заново сектор психологии в Институте философии. В 1957 году С. Л. Рубинштейн назначен главой советской делегации психологов на XV Международном психологическом конгрессе в Брюсселе, но не участвовал по болезни. В 1959 году был назначен Президиумом АН СССР организатором крупнейшего Всесоюзного совещания по проблемам соотношения социального и биологического, к участию в котором он привлёк самых авторитетных специалистов — П. К. Анохина, Э. А. Асратяна, Н. И. Гращенкова, П. В. Симонова и многих других. С. Л. Рубинштейн составил полную научную программу, переданную после его кончины в дирекцию академического Института философии. В мае 1959 года Учёный совет Института философии представил труды С. Л. Рубинштейна на соискание Ленинской премии.

## Научная деятельность
Научные исследования Рубинштейна в области психологии получили широкое развитие после его переезда в Ленинград в 1930 году. Здесь он положил начало крупной научной философско-психологической школы. Область научных интересов — теория и методология общей психологии, педагогическая психология, философия, логика, психология мышления, история психологии, психология эмоций, темперамента, способностей. Одним из первых отечественных психологов сформулировал принцип единства сознания и деятельности — центральный в теории деятельностного подхода в психологии (1922). В 1930-е годы содержательно обосновал этот принцип, суть которого состоит в том, что человек и его психика формируются и проявляются в деятельности изначально практической, сформулировал программу создания психологии на основе философии марксизма, разработал новые методологические принципы психологической науки, в частности, принцип детерминизма («внешние причины действуют через внутренние условия»), создал концепцию психического как процесса, реализованную в исследовании процессов мышления его учениками (А. В. Брушлинским, К. А. Абульхановой-Славской и др.). Важными вехами в истории советской и российской психологии стали юбилеи С. Л. Рубинштейна, начиная с 1989 года, отмечаемые международными конференциями и публикациями. При Институте психологии РАН создано научное Рубинштейновское общество, мемориальный кабинет и электронный журнал «Человек и мир». В июне 2022 года создан общественно-научный «Международный центр рубинштейноведения», осуществляющий архивную и исследовательскую деятельность по развитию научной школы С. Л. Рубинштейна — К. А. Абульхановой-Славской.

### Основные публикации
- Принцип творческой самодеятельности (1922)
- Проблемы психологии в трудах Карла Маркса (1934) // Советская психотехника. — 1934. — Т.VII. -. № 1. — С. 3-21 (статья была получена для опубликования 31 мая 1933 г.); (перепубликация в «Вопросах психологии», 2, 1983, с. 8-24: Из истории советской психологии. Проблемы психологии в трудах Карла Маркса)
- Основы психологии. М., 1935;
- [yanko.lib.ru/books/psycho/rubinshteyn=osnovu_obzhey_psc.pdf Основы общей психологии] (1940; 1946; 1989; 2009; 2013)
- Пути и достижения советской психологии // Вестник АН СССР. 1945. № 4.
- Бытие и сознание. О месте психического во всеобщей взаимосвязи явлений материального мира / АН СССР, Ин-т филос. — М. : Изд-во АН СССР, 1957. — 328 с.
- О мышлении и путях его исследования / АН СССР, Ин-т филос. — М. : изд-во АН СССР, 1958. — 145,2 с.
- Принципы и пути развития психологии (1959)
- Проблемы общей психологии (сборник статей разных лет и посмертная публикация рукописи «Человек и мир», 1973; 2-е изд. 1976)
  - Человек и мир (работа написана в 1958—1959; издана в 1973, idem; переизд. 2012)
  - содержание тома
- Электронные публикации С. Л. Рубинштейна

## Награды и премии
- орден Трудового Красного Знамени (10 июня 1945)
- медали
- Сталинская премия II степени (10 апреля 1942) — за книгу «Основы общей психологии», опубликованную в конце 1940 года